# 宮本徳蔵
宮本 徳蔵（みやもと とくぞう、1930年2月18日 - 2011年2月2日）は、日本の小説家。

## 略歴
三重県伊勢市生まれ。在日朝鮮人2世として生れるが、生後100日ほどで日本人夫婦の養子となる。父親は大正末期に大邱の近郊農村から渡日し土建業を営んだ。1950年三重県立宇治山田高等学校（2期生）卒業、1954年東京大学文学部仏文科卒業、1958年同大学院修士課程修了（文学修士、東京大学）。家業を継ぐが、1973年、「六十六部」を『新潮』に発表して小説家デビュー。1975年、「浮遊」で新潮新人賞受賞、これを機に上京する。1978年日本に帰化。
1987年、随筆『力士漂泊』で読売文学賞、1991年、『虎砲記』で柴田錬三郎賞受賞。谷崎潤一郎を敬愛し、相撲、歌舞伎、食べ物を愛する。フランス文学にも造詣が深いのは当然ながら、たいへん遅咲きの作家である。仏文科の井上究一郎から、淀野隆三は研究に深入りしたために作家になりそこねたので、君はそうならないようにと言われたという（『動詞的人生』岩波書店）。
2011年2月2日、肺炎のため東京都新宿区の病院で死去。80歳没。

## 著書
- 『力士漂泊 相撲のアルケオロジー』（小沢書店、1985年（ちくま学芸文庫、講談社文芸文庫で再刊））
- 『相撲変幻』（ベースボール・マガジン社、1990年）
- 『河原花妖 歌舞伎のアルケオロジー』（小沢書店、1991年）
- 『虎砲記』（新潮社、1991年）
- 『銀狐抄』（新潮社、1994年）
- 『冬の扇 エッセイ集』（恒文社、1994年）
- 『スペイン侍』（新潮社、1995年）
- 『破城仙女』（集英社、1997年）
- 『潤一郎ごのみ』（文藝春秋、1999年）
- 『海虹妃』（新潮社、2000年）
- 『米の島』（集英社、2002年）
- 『敵役』（集英社、2004年）
- 『たべもの快楽帖』（文藝春秋、2006年）
- 『文豪の食卓』（白水社、2010年）